# Мошнягська волость
Мошнягська волость — історична адміністративно-територіальна одиниця Балтського повіту Подільської губернії Російської імперії. Волосний центр — село Мошняги.
Станом на 1885 рік складалася з 7 поселень, 9 сільських громад. Населення — 8109 осіб (3997 чоловічої статі та 4112 — жіночої), 1583 дворових господарств.
|                     | Площа, десятин | У тому числі орної, дес. |
| ------------------- | -------------- | ------------------------ |
| Сільських громад    | 10027          | 6108                     |
| Приватної власності | 9073           | 6302                     |
| Казенної власності  | 967            |                          |
| Іншої власності     | 531            | 428                      |
| Загалом             | 20598          | 12838                    |

Поселення:
- Березівка
- Євтодія
- Лісничівка
- Мирони
- Мошняги
  - Оленівка
- Обжиле
- Сінне
- Фернатія